# Eugyra adriatica
Eugyra adriatica is een zakpijpensoort uit de familie van de Molgulidae. De wetenschappelijke naam van de soort is voor het eerst geldig gepubliceerd in 1884 door Drasche.